# Wybory parlamentarne w Albanii w 2005 roku

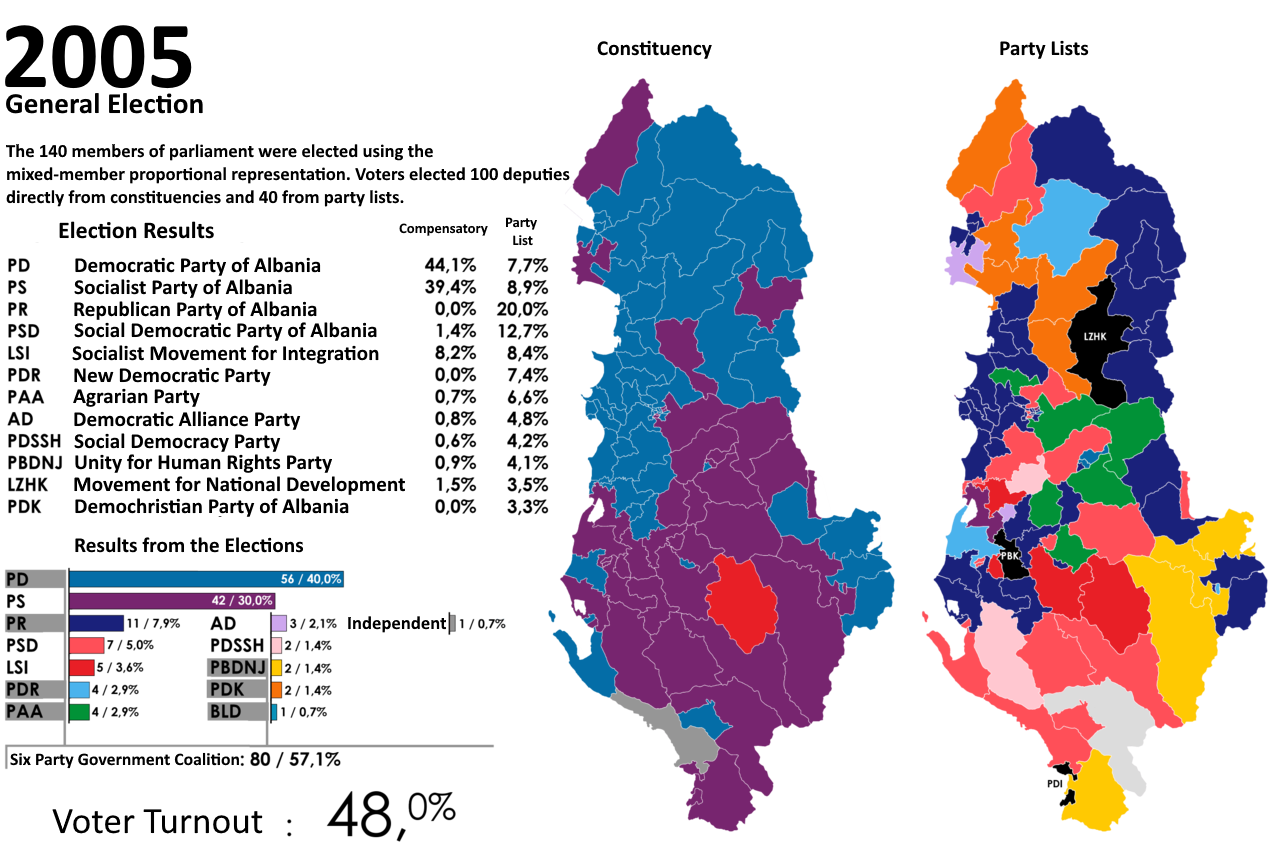
Mapa przedstawiająca wyniki wyborów

Oficjalne wyniki wyborów do albańskiego Zgromadzenia XVII kadencji, przeprowadzonych 3 lipca 2005 roku:
|  | Komitet Wyborczy                     | Liczba Mandatów |
|  | ------------------------------------ | --------------- |
|  | Demokratyczna Partia Albanii         | 56              |
|  | Socjalistyczna Partia Albanii        | 42              |
|  | Front Narodowy                       | 18              |
|  | Socjaldemokratyczna Partia Albanii   | 7               |
|  | Socjalistyczny Ruch Integracji       | 5               |
|  | Enwironmentalistyczna Partia Agrarna | 4               |
|  | Partia Demokratycznego Sojuszu       | 3               |
|  | Socjal-Demokratyczna Partia Albanii  | 2               |
|  | Partia Unii na rzecz Praw Człowieka  | 2               |
|  | Posłowie Bezpartyjni                 | 1               |
|  | Razem                                | 140             |